# Fremitomyces punctatus
Fremitomyces punctatus är en svampart som beskrevs av P.F. Cannon & H.C. Evans 1999. Fremitomyces punctatus ingår i släktet Fremitomyces och familjen Phyllachoraceae.   Inga underarter finns listade i Catalogue of Life.